# 奧入瀨町
奧入瀨町（日语：／ Oirase chō */?）是位於日本青森縣東部的町，也是縣內人口數最多的町，町名源自於流經境內的奧入瀨溪流。東邊面向太平洋，西邊與六戶町相鄰。奧入瀨町因交通便利而發展成八戶市及三澤市的通勤城鎮，鄰近三澤飛行場與陸上自衛隊八戶駐屯地的地區正持續進行土地開發。

## 地理
奧入瀨町境內約50%的土地為農業用地。轄區多被八甲田山等山噴出的火山灰堆積而成的台地覆蓋，間木堤周邊的平原則是屬於沖積扇的低地，其範圍延伸至東邊奧入瀨溪流出海口的三角洲低地。發源於十和田湖的奧入瀨溪流，以及發源自六戶町邊界附近的台地的明神川皆流經町内，並在東邊注入太平洋。

### 氣候
當地在氣候上屬於太平洋側氣候。根據統計，2014年至2023年奧入瀨町的年均溫約10.7℃，年均降雨量則約1184毫米。夏季挾帶涼冷空氣的東北風使當地氣候較涼爽，冬季則較少下雪。

## 歷史
明治22年（1889年)，下田村從百石村分離並成立。昭和4年（1929年) 百石村改為百石町並實施町制，昭和44年（1969年) 下田村也改為下田町並實施町制。2006年（平成18年）3月1日，百石町和下田町合併成現今的奧入瀨町。

## 行政
- 第一代町長：三村正太郎（總計4期）任期至2010年（平成22年）3月25日
  - 出生於1949年（昭和24年）10月7日（58歲）（簡歷：舊百石町町議會副議長、町長）

## 經濟
當地以第三級産業為主，第一級方面則以農業和漁業為主，特產為北寄貝、哈密瓜跟草莓等。

### 產業

#### 農業
- 稻米
- 草莓
- 山藥
- 人參

#### 漁業
- 百石漁港

#### 工業
- 由於衛星城市化而令工廠的數目亦顯著增加。

#### 商業
- 奧入瀨町工商會（页面存档备份，存于）
- イオンモール（AEON MALL）下田：縣南地區最大型購物中心。以JUSCO下田店為中心，擁有超過100間店鋪。同時設立電影院。

#### 主要企業
- 桃川株式會社：進行酒精類製造及販賣的青森縣最大酒廠。
- 日本食品包裝青森工廠：處理動物製品的處理、加工、售賣的日本火腿工廠。
- 男前豆腐店青森工場（以前為「豆仙人／青森天狗」的工場，不過由於原材料的價格不斷上昇的緣故，以及對生產據點的重新評估，於2008年（平成20年）3月停止運作。）

### 郵政

#### 配送據點
- 郵政事業八戶分店
  - 百石配送中心
  - 下田配送中心

#### 郵政局
- 百石郵政局（84031）
- 下田郵政局（84061）
- 二川目郵政局（84147）
- 一川目簡易郵政局（84730）

## 交通

### 鐵道
- 青森鐵道
  - 青森鐵道線：下田站 - 向山站

### 巴士
- 十和田觀光電鐵
- 奧入瀨町民巴士

### 道路
- 收費道路
  - 百石道路：下田百石IC
  - 第二陸奧收費道路：下田百石IC - （下田本線料金所） - 三澤十和田下田IC
- 一般國道
  - 國道45號
  - 國道338號
- 主要地方道
  - 青森縣道8號八戶野邊地線
  - 青森縣道10號三澤十和田線
  - 青森縣道19號八戶百石線
- 一般縣道
  - 青森縣道119號五戶下田停車場線
  - 青森縣道140號下田停車場線
  - 青森縣道141號市川下田停車場線
  - 青森縣道171號向山停車場六戶線
  - 青森縣道213號柳町下田停車場線
  - 青森縣道283號百石下田線

## 觀光

### 景點、遺跡
- 氣比神社：為南部藩於17世紀興建的最大藩營牧場，作為祭祀馬的神社。
- 一里塚公園
- 間木堤：天鵝飛來地
- 根岸之大銀杏：樹齡為1100年以上，亦有是日本最古老的銀杏的說法。縣自然保護植物。 （页面存档备份，存于）
- 自由之女神像：和紐約的緯度相同，大小約為原本的1/4。
- 大山將棋記念館：以展示有關大山康睛十五世名人的資料為中心。（奧入瀨町下前田）
- 阿光坊古墳群（阿光坊）國家歷史遺跡  （页面存档备份，存于）

### 祭典、特別活動
- 白鳥祭
- 百石えんぶり：2月
- 自由之女神祭：5月
- ももいし砂濱祭：7月
- 氣比神社大祭：7月下旬
- 全國將棋祭：8月
- 百石祭：9月
- 下田祭：9月
- 奧入瀨鮭祭：11月第2土、日曜日

## 地域

### 教育

#### 高校
- 青森縣立百石高校

#### 中學
- 奧入瀨町立下田中學
- 奧入瀨町立木之下中學
- 奧入瀨町立百石中學

#### 小學
- 奧入瀨町立下田小學
- 奧入瀨町立木之下小學
- 奧入瀨町立木內々小學
- 奧入瀨町立百石小學
- 奧入瀨町立甲洋小學

### 所屬警察署
- 三澤警察署管轄範圍內
  - 奧入瀨派出所（為下田、百石、二川目各駐在所於2007年（平成19年）12月25日合併新設）

### 所屬消防署
- 八戶地域廣域市町村圏事務組合八戶北消防署

### 金融
- 青森銀行百石分店
- 青森縣信用組合百石分店
- 青之森信用金庫（舊稱：八戶信金店）
  - 奧入瀨分店
    - 奧入瀨町役場役場分廳舍出張所

  - 青葉分店
- 十和田奧入瀨農業協同組合
  - ももいし分店
  - 下田分店

## 本地出身的名人
- 北向由樹（職業籃球選手（日本籃球聯賽、崎玉野馬所屬），舊上北郡百石町）
- 袴田里見（社會運動家、政治家）
- 三村申吾（政治家、現任青森縣知事）